# Edward Barton
Edward Barton (c.1562 à 1598), est l'Ambassadeur auprès de l'Empire Ottoman, nommé par la reine Élisabeth Ire d'Angleterre.

## Biographie
Barton se rend à Constantinople, en 1578, au nom de société du Levant, comme secrétaire du fondateur de l'ambassade anglaise dans la ville, William Harborne et en 1588, est laissé par Harborne comme agent. Il parle couramment le turc et gagne le respect de la cour.
Pendant la guerre entre l'Angleterre et l'Espagne, Barton est chargé d'essayer d'obtenir le soutien des Ottomans dans cette lutte,, tout en travaillant à défendre les intérêts commerciaux des anglais, par exemple, en essayant de persuader la Porte d'empêcher Florence de commercer le territoire Ottoman.
En 1596, Barton accompagne le sultan Mehmed III dans sa campagne contre la Hongrie et est présent lors du siège d'Eger.
Le 28 février 1598, Barton est mort de dysenterie, et son corps est solennellement amené de la maison anglaise de Pera à l'île de Heybeliada pour l'inhumation dans le cimetière de l'église Chrétienne. Les agents des Fugger à Venise déclarent que "les funérailles de l'ambassadeur anglais ont été réalisées avec une grande solennité et fréquenté par de nombreux chers messieurs et des représentants de pays étrangers". Sa tombe a été déplacée au Haydarpaşa Cimetière dans le quartier d'Üsküdar.